# こびと (歌劇)

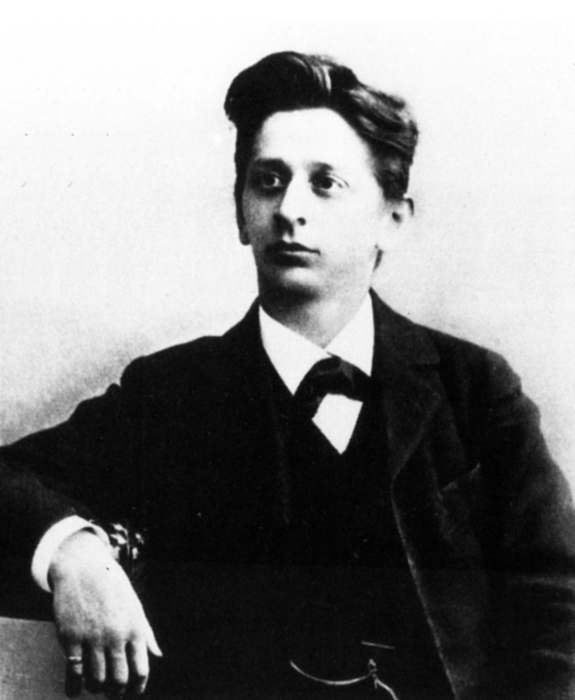
アレクサンダー・ツェムリンスキー

『こびと』（ドイツ語: Der Zwerg）は、アレクサンダー・ツェムリンスキーの1幕オペラであり、『フィレンツェの悲劇』と並ぶツェムリンスキーの代表作の一つである。ゲオルゲ・クラーレンの台本はオスカー・ワイルドの童話集『ざくろの家』に収録された、『スペイン王女の誕生日』（英語: The Birthday of the Infanta）に基づいており、本作も『王女の誕生日』（ドイツ語: Der Geburtstag der Infantin）という別名でも知られている。

## 概要
当初ツェムリンスキーは「醜い男の物語」をオペラ化することを思い立ち、台本をフランツ・シュレーカーに依頼した。しかしシュレーカー自身がその台本を楽劇『烙印を押された人々』として音楽化することを着想したため断念し、ワイルドの童話から短いメルヘン・オペラを作曲する案に切り替えた。ちなみにシュレーカーは同じ原作でバレエ音楽『スペイン王女の誕生日』を作曲している。現在では、シュレーカーのバレエもツェムリンスキーの本作も再評価が進んだため、混同を避けるためにツェムリンスキーの作品は『王女の誕生日』とは呼ばないようになってきた。
1922年5月28日にケルン市立劇場においてオットー・クレンペラーの指揮により初演された。演奏に80分と満たないため、しばしば他の1幕オペラと同時に上演されている。

## 登場人物
- スペイン王女ドンナ・クララ ― ソプラノ
- 侍女ギータ ― ソプラノ
- 侍従ドン・エストバン ― バス
- こびと ― テノール
- 女中1 ― ソプラノ
- 女中2 ― ソプラノ
- 女中3 ― アルト
- 王女の友達（複数） ― ソプラノとアルト

## あらすじ
せむしのこびとが野原で遊んでいると、スペイン王家の廷臣たちに捕われ、王女の12歳の誕生日のプレゼントとして、おもちゃ代わりにスペイン宮廷に連れて行かれる。姫君にきれいな衣裳を着せられたこびとは、周りが自分の不恰好さを嘲笑していることに気づかぬまま、得意になって踊って見せ、そのうち自分が姫君に愛されているとすら信じ込む始末である。だが姫君の姿を捜して王宮に迷い込むうち、自分の真似をする醜い化け物の姿を見つけ出す。そしてついにそれが姿見であり、自分の真の姿を映し出しているという現実を悟るや、そのまま悶死してしまう。それを見て王女はこう吐き捨てる。「今度おもちゃを持ってくるなら、命（心）なんか無いのにしてね。」